# Зарубинецька сільська рада (Монастирищенський район)
Зарубине́цька сільська́ ра́да — адміністративно-територіальна одиниця та орган місцевого самоврядування в Монастирищенському районі Черкаської області. Адміністративний центр — село Зарубинці.

## Загальні відомості
- Населення ради: 563 особи (станом на 2001 рік)

## Населені пункти
Сільській раді були підпорядковані населені пункти:
- с. Зарубинці

## Склад ради
Рада складалася з 12 депутатів та голови.
- Голова ради: Паламарчук Григорій Сергійович
- Секретар ради: Ємчик Оксана Іванівна

### Керівний склад попередніх скликань
| Прізвище, ім'я, по батькові    | Основні відомості                                                                       | Дата обрання | Дата звільнення |
| ------------------------------ | --------------------------------------------------------------------------------------- | ------------ | --------------- |
| Кузьменко Людмила Степанівна   | Сільський голова, 1961 року народження, освіта середня спеціальна, позапартійна         | 26.03.2006   | 31.10.2010      |
| Кузьменко Людмила Степанівна   | Сільський голова, 1961 року народження, освіта середня спеціальна, член Партії регіонів | 31.10.2010   | 28.03.2014      |
| Паламарчук Григорій Сергійович | Сільський голова, 1966 року народження, освіта середня спеціальна, безпартійний         | 26.10.2014   |                 |

Примітка: таблиця складена за даними сайту Верховної Ради України

### Депутати
За результатами місцевих виборів 2010 року депутатами ради стали:

#### За суб'єктами висування
| Суб'єкт висування | Кількість обраних депутатів | %    |
| ----------------- | --------------------------- | ---- |
| Партія регіонів   | 11                          | 91,7 |
| Самовисування     | 1                           | 8,3  |

#### За округами
| № округу        | Прізвище, ім'я, по батькові     | Дата визнання обраним | Освіта  | Партійна приналежність | Відомості про обраного депутата |
| --------------- | ------------------------------- | --------------------- | ------- | ---------------------- | ------------------------------- |
| Партія регіонів |                                 |                       |         |                        |                                 |
| 1               | Компанець Ігор Степанович       | 05.11.2010            | середня | член Партії регіонів   | Сільська рада, робітник         |
| 2               | Бицюк Валентина Володимирівна   | 05.11.2010            | середня | член Партії регіонів   | тимчасово не працює             |
| 3               | Макаренко Ірина Анатоліївна     | 05.11.2010            | середня | член Партії регіонів   | тимчасово не працює             |
| 4               | Компанець Василь Павлович       | 05.11.2010            | середня | член Партії регіонів   | ЗАТ ВАТ «Максимко», робітник    |
| 5               | Титаренко Наталія Володимирівна | 05.11.2010            | середня | член Партії регіонів   | Сільська рада, бухгалтер        |
| 6               | Велетню Валентина Петрівна      | 05.11.2010            | середня | член Партії регіонів   | Відділення зв'язку, завідувач   |
| 7               | Ємчик Оксана Іванівна           | 05.11.2010            | середня | член Партії регіонів   | Сільська рада, секретар         |
| 8               | Паламарчук Григорій Степанович  | 05.11.2010            | середня | член Партії регіонів   | ЗАТ ВАТ «Максимко», бригадир    |
| 10              | Кабан Оксана Василівна          | 05.11.2010            | вища    | член Партії регіонів   | Школа, вчитель                  |
| 11              | Кузьменко Майя Петрівна         | 05.11.2010            | середня | член Партії регіонів   | тимчасово не працює             |
| 12              | Мельник Валентина Петрівна      | 05.11.2010            | середня | член Партії регіонів   | ЗАТ ВАТ «Максимко», робітник    |
| Самовисування   |                                 |                       |         |                        |                                 |
| 9               | Паламарчук Андрій Степанович    | 05.11.2010            | середня | позапартійний          | тимчасово не працює             |

## Природно-заповідний фонд
На землях сільради розташовано гідрологічний заказник місцевого значення Шуляцьке болото.